# Video Killed the Radio Star
Video Killed the Radio Star je pjesma britanskog pop sastavaThe Buggles, s njihovog albuma "Living in the Plastic Age". Singl je objavljen 1979. godine.
Dana 20. listopada 1979. skladba "Video Killed the Radio Star" se penje na vrh britanske ljestvice UK Singles Chart. Pjesma se također može naći na njihovom albumu "The Age of Plastic" objavljenom 1980. Pjesma je bila prva skladba koja je objavljena kao video na televizijskom kanalu MTV, kada je kanal započeo s radom 1. kolovoza 1981. Pjesma Video Killed the Radio Star, hvali vrijeme kada je radio bio značajan, i prevedeno s engleskog znači Video je ubio radio zvijezdu. Postoji i parodija pjesme pod nazivom, Internet Killed the Video Star objavljena 2000. I u ovom slučaju pjesma govori o prijelaznom periodu kućne elektronike. Pjesma se može naći i u videoigrama: Grand Theft Auto: Vice City, Singstar 80's i Just Dance 3.

## Najbolje mjesto na ljestvicama
| Lista                   | Najbolje mjesto |
| ----------------------- | --------------- |
| Austrijska ljestvica    | 1.              |
| Nizozemska ljestvica    | 16.             |
| Novozelandska ljestvica | 2.              |
| Britanska ljestvica     | 1.              |
| Švedska ljestvica       | 1               |
| Švicarska ljestvica     | 1.              |